# Stanford (Montana)
Stanford és una població dels Estats Units a l'estat de Montana. Segons el cens del 2000 tenia 454 habitants.

## Demografia
Segons el cens del 2000, Stanford tenia 454 habitants, 210 habitatges, i 120 famílies. La densitat de població era de 407,7 habitants per km².
Dels 210 habitatges en un 23,8% hi vivien nens de menys de 18 anys, en un 51,4% hi vivien parelles casades, en un 4,8% dones solteres, i en un 42,4% no eren unitats familiars. En el 38,6% dels habitatges hi vivien persones soles el 20,5% de les quals corresponia a persones de 65 anys o més que vivien soles. El nombre mitjà de persones vivint en cada habitatge era de 2,16 i el nombre mitjà de persones que vivien en cada família era de 2,93.
Per edats la població es repartia de la següent manera: un 24% tenia menys de 18 anys, un 4,6% entre 18 i 24, un 22% entre 25 i 44, un 28% de 45 a 60 i un 21,4% 65 anys o més.
L'edat mediana era de 45 anys. Per cada 100 dones de 18 o més anys hi havia 93,8 homes.
La renda mediana per habitatge era de 22.679 $ i la renda mediana per família de 34.479 $. Els homes tenien una renda mediana de 22.813 $ mentre que les dones 20.000 $. La renda per capita de la població era de 15.253 $. Aproximadament el 9,7% de les famílies i el 13,8% de la població estaven per davall del llindar de pobresa.

## Poblacions més properes
El següent diagrama mostra les poblacions més properes.